# Karol Świderski
Karol Grzegorz Świderski (sinh ngày 23 tháng 1 năm 1997) là một cầu thủ bóng đá chuyên nghiệp người Ba Lan thi đấu ở vị trí tiền đạo cho câu lạc bộ Serie A Hellas Verona theo dạng cho mượn từ Charlotte FC của Major League Soccer và đội tuyển quốc gia Ba Lan.

## Thống kê sự nghiệp

### Câu lạc bộ
Tính đến ngày 20 tháng 5 năm 2024
| Câu lạc bộ            | Mùa giải            | Giải đấu            | Giải đấu | Giải đấu | Cúp quốc gia | Cúp quốc gia | Châu lục | Châu lục | Tổng cộng | Tổng cộng |
| Câu lạc bộ            | Mùa giải            | Hạng                | Trận     | Bàn      | Trận         | Bàn          | Trận     | Bàn      | Trận      | Bàn       |
| --------------------- | ------------------- | ------------------- | -------- | -------- | ------------ | ------------ | -------- | -------- | --------- | --------- |
| Jagiellonia Białystok | 2014–15             | Ekstraklasa         | 7        | 1        | 0            | 0            | —        | —        | 7         | 1         |
| Jagiellonia Białystok | 2015–16             | Ekstraklasa         | 31       | 4        | 1            | 1            | 4        | 2        | 36        | 7         |
| Jagiellonia Białystok | 2016–17             | Ekstraklasa         | 26       | 2        | 2            | 1            | —        | —        | 28        | 3         |
| Jagiellonia Białystok | 2017–18             | Ekstraklasa         | 32       | 5        | 1            | 0            | 1        | 0        | 34        | 5         |
| Jagiellonia Białystok | 2018–19             | Ekstraklasa         | 17       | 8        | 3            | 1            | 3        | 0        | 23        | 9         |
| Jagiellonia Białystok | Tổng cộng           | Tổng cộng           | 113      | 20       | 7            | 3            | 8        | 2        | 128       | 25        |
| PAOK                  | 2018–19             | Super League Greece | 11       | 4        | 4            | 2            | 0        | 0        | 15        | 6         |
| PAOK                  | 2019–20             | Super League Greece | 34       | 11       | 4            | 2            | 3        | 1        | 41        | 14        |
| PAOK                  | 2020–21             | Super League Greece | 35       | 11       | 5            | 0            | 9        | 0        | 49        | 11        |
| PAOK                  | 2021–22             | Super League Greece | 16       | 4        | 3            | 0            | 10       | 0        | 29        | 4         |
| PAOK                  | Tổng cộng           | Tổng cộng           | 96       | 30       | 16           | 4            | 22       | 1        | 134       | 35        |
| Charlotte FC          | 2022                | Major League Soccer | 30       | 10       | 0            | 0            | —        | —        | 30        | 10        |
| Charlotte FC          | 2023                | Major League Soccer | 32       | 12       | 3            | 1            | 5        | 2        | 40        | 15        |
| Charlotte FC          | Tổng cộng           | Tổng cộng           | 62       | 22       | 3            | 1            | 5        | 2        | 70        | 25        |
| Hellas Verona (mượn)  | 2023–24             | Serie A             | 15       | 2        | —            | —            | —        | —        | 15        | 2         |
| Tổng cộng sự nghiệp   | Tổng cộng sự nghiệp | Tổng cộng sự nghiệp | 286      | 74       | 26           | 8            | 35       | 5        | 347       | 87        |

### Quốc tế
Tính đến ngày 10 tháng 6 năm 2024
| Đội tuyển quốc gia | Năm       | Trận | Bàn |
| ------------------ | --------- | ---- | --- |
| Ba Lan             | 2021      | 14   | 6   |
| Ba Lan             | 2022      | 5    | 2   |
| Ba Lan             | 2023      | 9    | 2   |
| Ba Lan             | 2024      | 3    | 1   |
| Tổng cộng          | Tổng cộng | 31   | 11  |

Bàn thắng và kết quả của Ba Lan được để trước.
| #  | Ngày                 | Địa điểm                                        | Số trận | Đối thủ    | Bàn thắng | Kết quả | Giải đấu                      |
| -- | -------------------- | ----------------------------------------------- | ------- | ---------- | --------- | ------- | ----------------------------- |
| 1  | 28 tháng 3 năm 2021  | Sân vận động Wojska Polskiego, Warsaw, Ba Lan   | 1       | Andorra    | 3–0       | 3–0     | Vòng loại FIFA World Cup 2022 |
| 2  | 8 tháng 6 năm 2021   | Sân vận động Miejski, Poznań, Ba Lan            | 4       | Iceland    | 2–2       | 2–2     | Giao hữu                      |
| 3  | 5 tháng 9 năm 2021   | Sân vận động San Marino, Serravalle, San Marino | 9       | San Marino | 2–0       | 7–1     | Vòng loại FIFA World Cup 2022 |
| 4  | 9 tháng 10 năm 2021  | Sân vận động quốc gia, Warsaw, Ba Lan           | 11      | San Marino | 1–0       | 5–0     | Vòng loại FIFA World Cup 2022 |
| 5  | 12 tháng 10 năm 2021 | Arena Kombëtare, Tirana, Albania                | 12      | Albania    | 1–0       | 1–0     | Vòng loại FIFA World Cup 2022 |
| 6  | 15 tháng 11 năm 2021 | Sân vận động quốc gia, Warsaw, Ba Lan           | 14      | Hungary    | 1–1       | 1–2     | Vòng loại FIFA World Cup 2022 |
| 7  | 1 tháng 6 năm 2022   | Sân vận động Wrocław, Wrocław, Ba Lan           | 15      | Wales      | 2–1       | 2–1     | UEFA Nations League 2022–23   |
| 8  | 25 tháng 9 năm 2022  | Sân vận động Cardiff City, Cardiff, Wales       | 17      | Wales      | 1–0       | 1–0     | UEFA Nations League 2022–23   |
| 9  | 27 tháng 3 năm 2023  | Sân vận động quốc gia, Warsaw, Ba Lan           | 21      | Albania    | 1–0       | 1–0     | Vòng loại UEFA Euro 2024      |
| 10 | 15 tháng 10 năm 2023 | Sân vận động quốc gia, Warsaw, Ba Lan           | 26      | Moldova    | 1–1       | 1–1     | Vòng loại UEFA Euro 2024      |
| 11 | 10 tháng 6 năm 2024  | Sân vận động quốc gia, Warsaw, Ba Lan           | 31      | Thổ Nhĩ Kỳ | 1–0       | 2–1     | Giao hữu                      |